# 4.85x49mm弾
4.85x49mm弾とは、イギリスが個人用武器計画のために試験的に製造した、小火器用の実包である。この小火器はSA80系統の小銃となった。

## 設計
4.85x49mm弾の設計は5.56x45mm NATO弾を基礎としていたものの、5mm径の弾丸を採用し、5.56mm弾の形状よりも長いネック部分を有する。銃口初速はM193 5.56mm弾よりも良好で、また本弾薬はM193に匹敵するよう設計されていた。

## 経緯
1960年代ごろ、イギリスでは7.62x51mm NATO弾の代替として軽量であるが効果的な弾薬の製作を試みていた。元々の実験では、.280ブリティッシュ弾を減口径し、6.3mmとすることに焦点を当てていた。しかしながら、1960年代には西ドイツの研究により、5mmか、よりもっと小さな口径を持つ弾薬という概念が提示された。結果、この研究はイギリスを後押しし、彼らの試験弾薬に替えて5mm口径弾を使用させることとなった。SA80用となるであろう5mm弾の仕様は、5mm弾の製造が必要であるという考えを決定づけた。
4.85x49mm弾はもともと5x44mm弾として開発着手し、これは1970年に製造された。こうした初期の試作品に用いられた弾頭の形状は、もう一つ別に試験生産されたイギリスの弾薬である、6.23x43mm弾の一種に使われたものを基礎にしている。実際の弾薬は5.56mm NATO弾の形状をリフォームしたものから作られた。しかし、試験銃身の山径に弾薬の口径をあわせるという指示により、この弾薬はすぐに4.85x44mm弾に改称することが決定された。この弾薬の実際の直径は変更されていない。
試験が繰り返され、弾丸の薬莢への収容に問題があることが示された。この改修のため、弾薬のネック部分が5mm延長され、4.85x49mm弾が製造された。しかし、生産ラインが新しい弾薬用として完全に改修される前に、RSAFエンフィールド社は試験用弾薬のバッチを要求した。試験の仕様に合わせる手段として、手作業により既存の4.85x44mm弾のネック部分が5mm延長された。
1970年代を通じ、4.85x49mm弾とL64/65小銃の両方の試験が繰り返された。1976年、L64/65兵器システムは公式発表された。公衆がこの兵器と4.85mm弾を公式に知った最初の機会だった。
1977年、NATO用の標準装備として新しい弾薬と兵器を探すためのトライアルが進行中だった。イギリスでは個人用武器に4.85x49mm弾が装備されると考えられていた。XL1E1普通弾とXL2E1曳光弾の両方が多量に製造され、これは試験に提供するに十分な数の弾薬だった。イギリスは、アメリカ合衆国とNATOが5.56mm弾を上回る4.85mm弾の特有の利点に注目し、これを採用することを期待していた。
4.85mm弾の兵器としての寿命は、NATOの試験により、5.56mm弾用としてFNハースタル社のSS109弾が最も良好な能力を持つという結論を迎えたときに終了した。1979年、5.56mm弾が選ばれ、イギリスの審査員達は4.85mm弾を公式に廃棄した。この後、個人用武器システムは、5.56mm口径へと薬室を改修した。
4.85mm弾薬を使用したいかなる国家も他には存在しない。

## 派生型
4.85mm弾には、使用中に作られた幾つかの派生型が存在する。
普通弾
最も広く使われる型式の4.85mm弾で、XL1E1普通弾が存在し、この弾薬はNATOの公試で用いられた。この弾薬は重量約4gの弾丸を持ち、銃口初速は949m/s、初活力は1640Jである。
曳光弾
4.85mm弾用に幾種類かの型式の曳光弾が作られていたが、最も広く使われたものはXL2E1で、これもNATOの公試に用いられた。この弾薬は弾頭先端部がオレンジ色だった。ほか、10種類以上の派生型が製造されたものの、完全な量産に至ったものは1種類も無い。
徹甲弾
徹甲弾は4.85x44mm弾および4.85x49mm弾の両方のために開発された。しかし、普通弾と曳光弾のような大規模な量産には移行しなかった。徹甲弾には弾丸先端部のすぐ下に黒色の帯があった。
縮射弾
短射程用に設計された4.85mm弾の派生型。標準的な弾薬に使われるものと同じ薬莢を使用するが、球形で白いプラスチック製弾頭を用いる。
擬製弾
就役中、4.85mm弾用に幾種類かの擬製弾が開発された。初期のダミーは単純に4.85x44mm弾の空包を用い、ネック部分を5mm延長した。しかし後期の型式では弾丸基部に3カ所の穴を開け、クロムを被せた薬莢の表面には幾条かの縦溝がつけられた。ほか、4.85mm弾には特別なプラスチック製の訓練用擬製弾も作られていた。この弾は、一端を切り落とした4.85mm弾の薬莢に、青いプラスチック製弾頭を詰めて構成される。銃が発射されたとき、プラスチック製の弾頭はちぎれ飛ぶ。
空包
後期のものは標準的な形状の薬莢を用い、頂部がローズクリンプ形状の空包となった。ローズクリンプ形状の空包は、小銃擲弾を発射するための空包としても用いられた。

## 画像

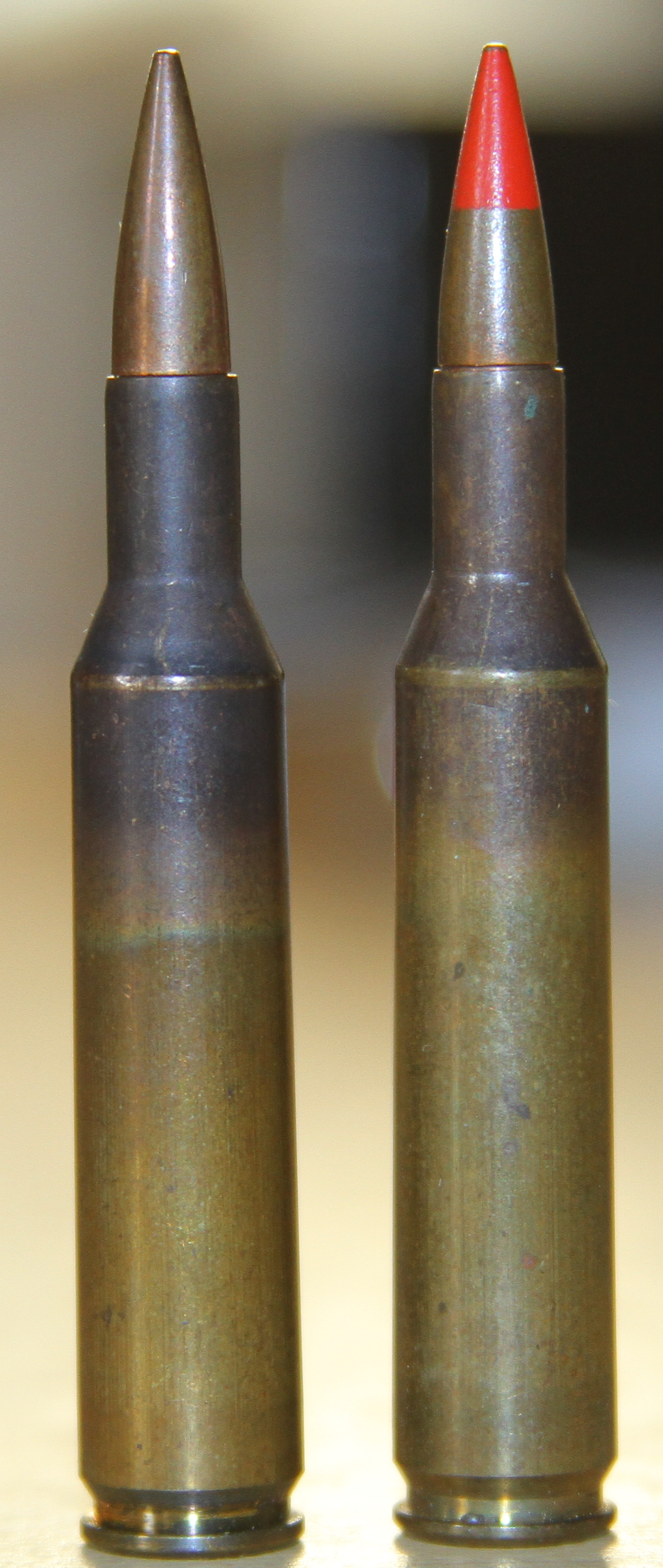
左側はXL1E1普通弾、また右側はXL2E1曳光弾。
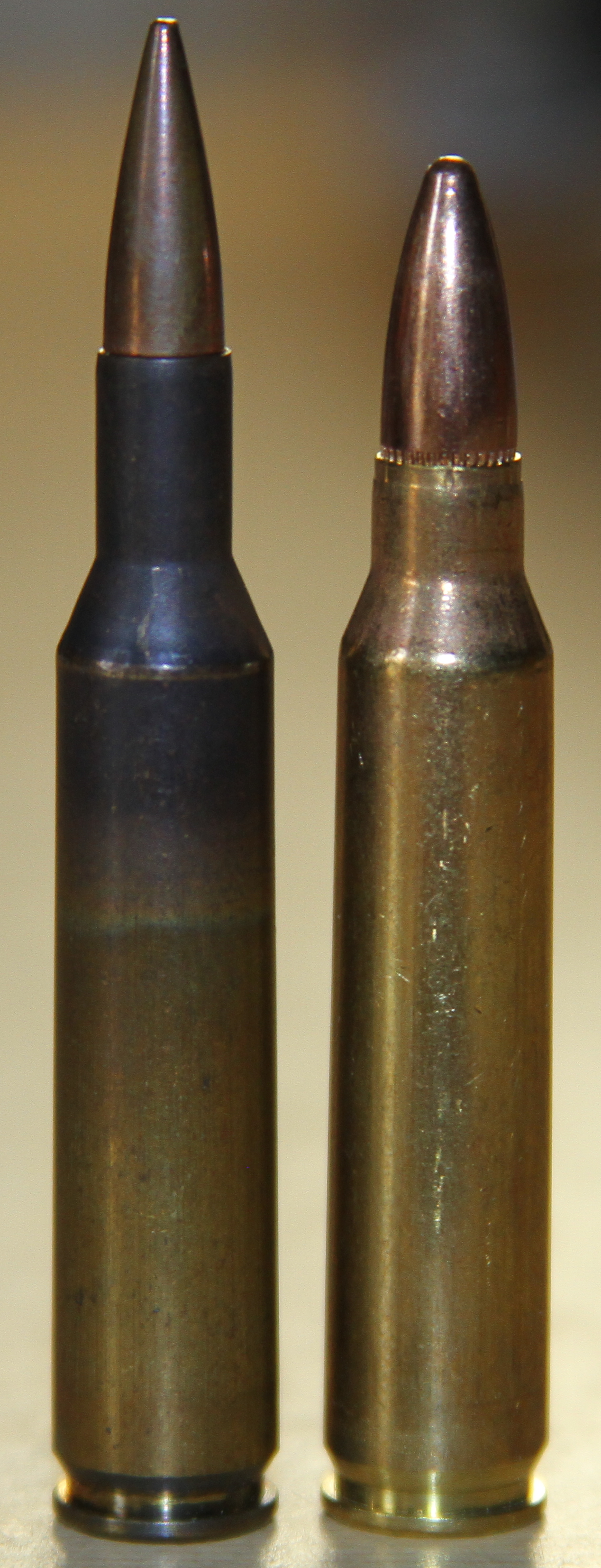
左側はXL1E1普通弾。また右側は.223レミントン弾である。